# Pereskia aculeata
Пейрескія колючкувата (Pereskia aculeata) — вид рослин родини кактусові.

## Назва
В англійській мові має назву «Барбадоський аґрус» (англ. Barbados gooseberry).

## Будова
Кущ, який з віком стає пониклим, ліаноподібним з гілками 10 м завдовжки. На відміну від інших кактусів має великі колючки лише на стовбурі, а на гілках маленькі у піхвах листків. Листя 3,5-10 см, ніби вкрите воском, інколи м'ясисте, овальне, опадає в сезон. Квіти білі, жовтуваті, рожевуваті 2,5-4,5 см завширшки, із запахом лимону, з колючими чашолистками. З'являються у суцвіттях. Плід круглий, овальний чи грушеподібний 12-20 см, оранжевого чи лимонного кольору з товстою шкіркою, зберігає чашолистки, навіть коли спілий.

## Поширення та оселища
Зростає у Вест-Індії, на північному узбережжі Південної Америки. Наразі в дикій природі рідкісний. У Південній Африці у 1979 році заборонений до вирощування, оскільки виявився інвазивним.

## Практичне використання
Листя і плоди їстівні, містять велику кількість білка, заліза та інших поживних речовин. Листя можна їсти в салатах так само, як і портулак (Portulacca spp.), або додавати до приготованих страв і їсти як зелень. Це популярний овоч в частинах бразильського штату Мінас-Жерайс під назвою порт. ora-pro-nóbis.
Часто використовується як підщепа, на яку прищеплюють інші кактуси.

## Галерея

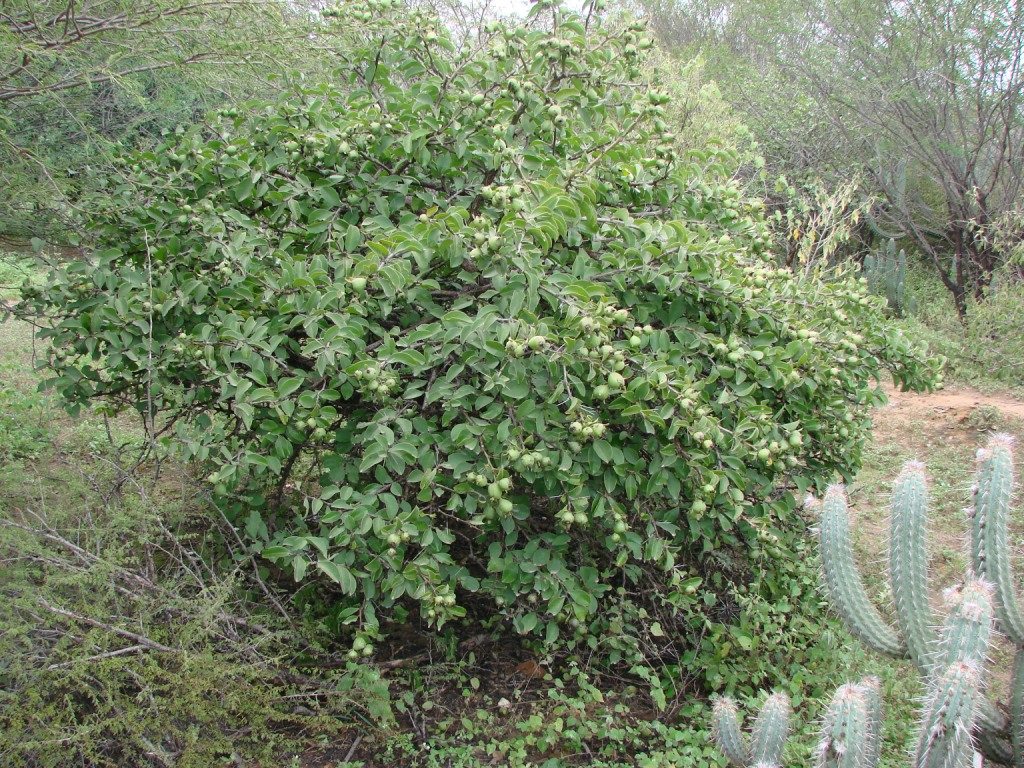
Загальний вигляд
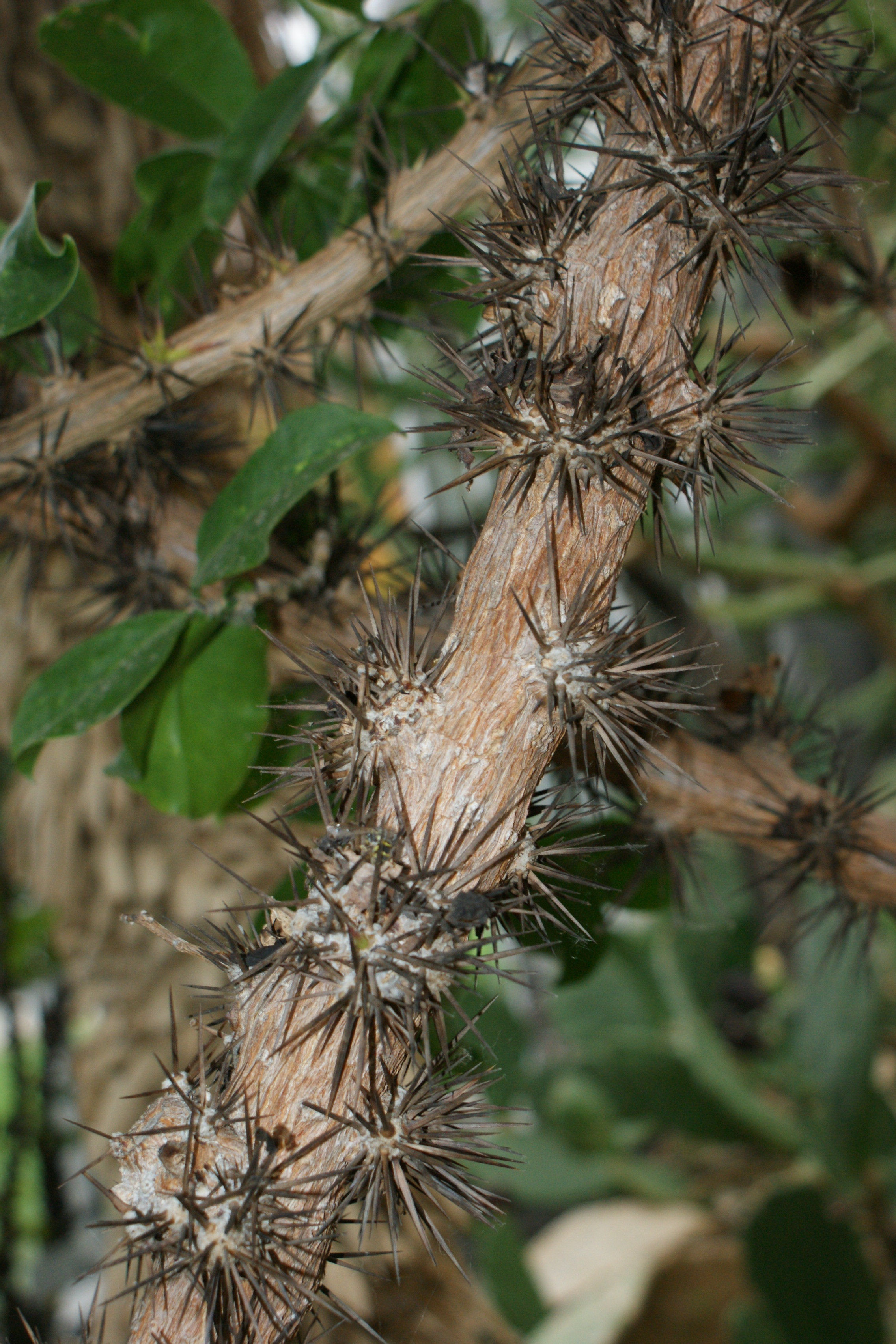
Стовбур
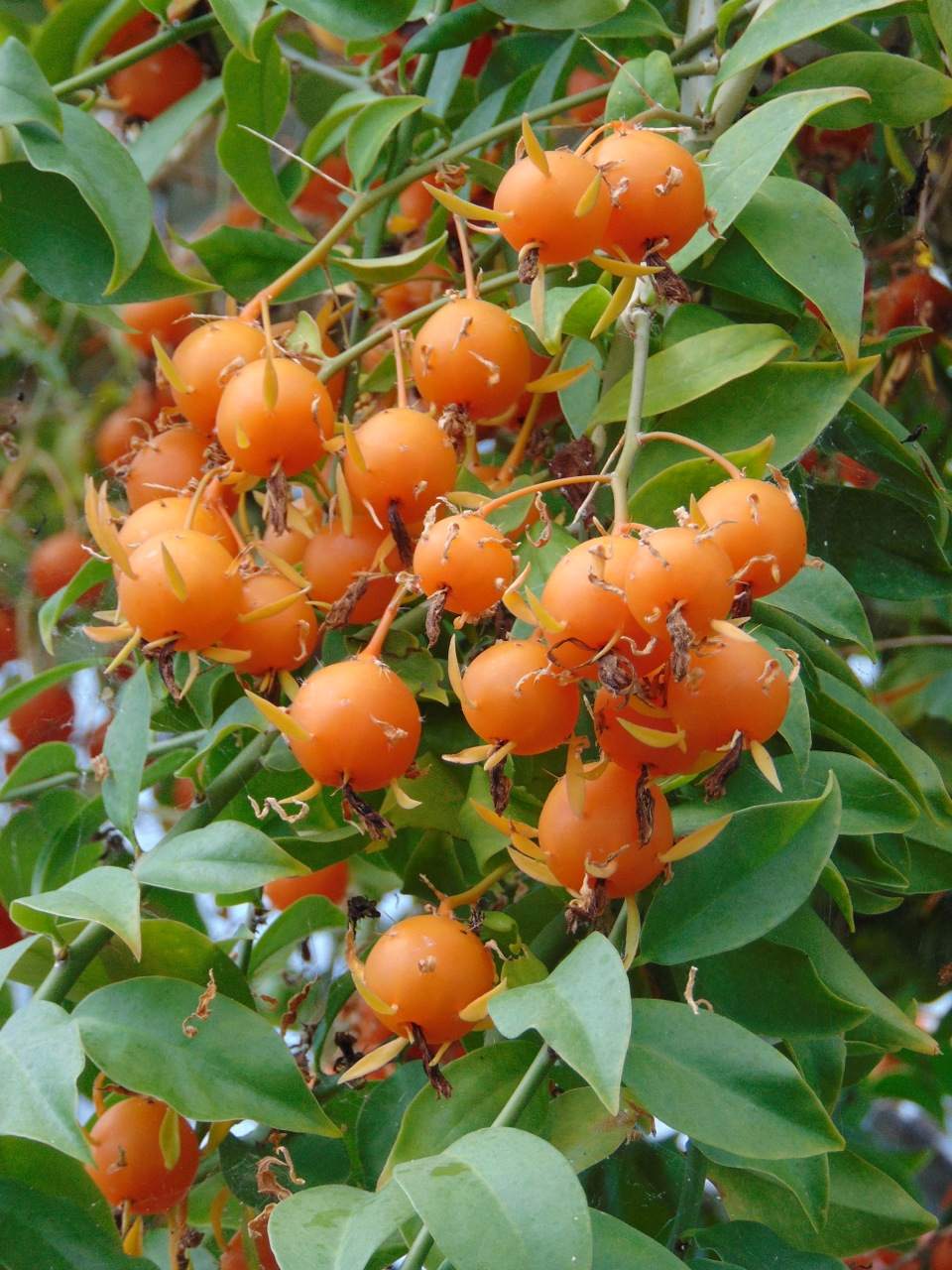
Плоди
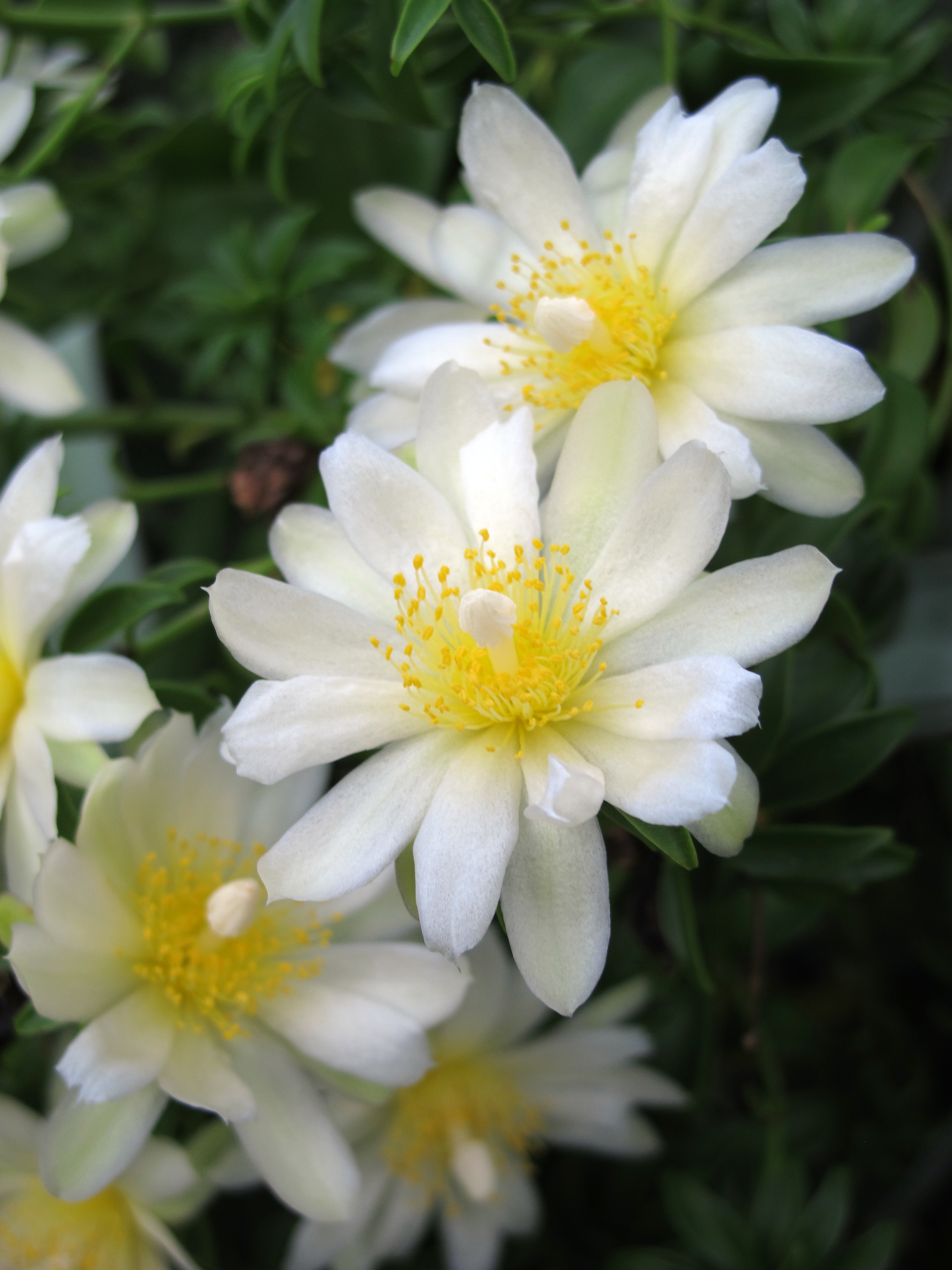
Квіти